# ГЕС Wàngcūn
ГЕС Wàngcūn (旺村水利枢纽) — гідроелектростанція на півдні Китаю у провінції Гуансі. Знаходячись після ГЕС Jīngnán, становить нижній ступінь каскаду на річці Guijiang, яка впадає ліворуч до основної течії річкової системи Сіцзян (завершується в затоці Південно-Китайського моря між Гуанчжоу та Гонконгом) на межі ділянок Xun та Сі.
В межах проекту річку перекрили бетонною греблею висотою 42 метра та довжиною 613 метрів, яка утримує водосховище з об'ємом 107,8 млн м3 (корисний об'єм 15,4 млн м3) та припустимим коливанням рівня поверхні у операційному режимі між позначками 17 та 18 метрів НРМ. Під час повені об'єм може зростати до 463 млн м3.
Інтегрований у греблю машинний зал обладнали трьома бульбовими турбінами потужністю по 20 МВт, які забезпечують виробництво 237 млн кВт-год електроенергії на рік.